# Drapac Cannondale Holistic Development Team
La Drapac Cannondale Holistic Development Team era una squadra maschile australiana di ciclismo su strada, attiva a livello UCI dal 2006 al 2019.

## Storia
Fondata da Michael Drapac nel 2004 come formazione giovanile, la squadra fece il suo esordio a livello UCI nel 2006, acquisendo licenza di Continental Team. Nel 2007 passò a livello Professional Continental (prima squadra oceaniana nella categoria), salvo tornare a livello Continental a partire dal 2008. Nel 2007 e nel 2009 si aggiudicò la classifica a squadre dell'UCI Oceania Tour.
Dal 2014 al 2016 la squadra fu nuovamente attiva come formazione Professional Continental; in queste tre stagioni, oltre a proseguire l'attività nelle gare dei calendari continentali, ricevette inviti per altrettanti Tour Down Under (ottenendo un successo di tappa nell'edizione 2015 con Wouter Wippert) e per le gare World Tour canadesi del 2015.
Nel 2017 Drapac divenne co-proprietario di Slipstream Sports, la società di gestione del World Team statunitense Cannondale; la squadra Drapac venne quindi rilanciata come formazione Continental giovanile associata al team Cannondale-Drapac (divenuto EF Education First-Drapac nel 2018). La collaborazione con il team statunitense si concluse a fine 2018.
A fine 2019 la squadra venne dismessa dopo 16 anni di attività (14 a livello UCI) e circa 60 successi in gare internazionali.

## Cronistoria

### Annuario
| Anno | Codice | Nome                                               | Cat. | Biciclette  | Dirigenza |
| ---- | ------ | -------------------------------------------------- | ---- | ----------- | --- |
| 2006 | DPC    | Drapac-Porsche                                     | CT   | Bianchi     | Manager: Michael Drapac Dir. sportivi: Agostino Giramondo, Robert Young, Robert Aughey                              |
| 2007 | DPC    | Drapac-Porsche Development Program                 | PCT  | Giant       | Manager: Michael Drapac Dir. sportivi: Agostino Giramondo, Scott McGrory, Rahna Demarte                             |
| 2008 | DPC    | Drapac-Porsche Development Program                 | CT   | Giant       | Manager: Michael Drapac Dir. sportivi: Agostino Giramondo, Adam Murchie, Tim Rowler, Sarah Richardson, Mark Windsor |
| 2009 | DPD    | Drapac-Porsche Cycling                             | CT   | Giant       | Manager: Michael Drapac Dir. sportivi: Agostino Giramondo, Adam Murchie, Sarah Richardson, Tim Rowler               |
| 2010 | DPC    | Drapac-Porsche Cycling                             | CT   | Giant       | Manager: Sarah Blake Dir. sportivi: Jonathan Breekveldt, Agostino Giramondo, Ross Harding, Dirk Van Hove            |
| 2011 | DPC    | Drapac Professional Cycling                        | CT   | Giant       | Manager: Sarah Blake Dir. sportivi: Agostino Giramondo, Jonathan Breekveldt, Dirk Van Hove                          |
| 2012 | DPC    | Drapac Cycling                                     | CT   | Giant       | Manager: Jonathan Breekveldt Dir. sportivi: Agostino Giramondo, Dirk Van Hove                                       |
| 2013 | DPC    | Drapac Cycling                                     | CT   | Giant       | Manager: Jonathan Breekveldt Dir. sportivi: Agostino Giramondo, Henk Vogels                                         |
| 2014 | DPC    | Drapac Professional Cycling                        | PCT  | Giant       | Manager: Jonathan Breekveldt Dir. sportivi: Henk Vogels, Keith Flory, Agostino Giramondo                            |
| 2015 | DPC    | Drapac Professional Cycling                        | PCT  | SwiftCarbon | Manager: Jonathan Breekveldt Dir. sportivi: Tom Southam, Keith Flory, Agostino Giramondo, Robert Tighello           |
| 2016 | DPC    | Drapac Professional Cycling                        | PCT  | SwiftCarbon | Manager: Jonathan Breekveldt Dir. sportivi: Tom Southam, Keith Flory, Agostino Giramondo                            |
| 2017 | DPV    | Drapac-Pat's Veg Holistic Development Team         | CT   | Cannondale  | Manager: Iyer Vasanta Dir. sportivi: Agostino Giramondo, Mark O'Brien                                               |
| 2018 | DEC    | Drapac EF p/b Cannondale Holistic Development Team | CT   | Cannondale  | Manager: Iyer Vasanta Dir. sportivi: Agostino Giramondo, Mark O'Brien                                               |
| 2019 | DCC    | Drapac Cannondale Holistic Development Team        | CT   | Cannondale  | Manager: Iyer Vasanta Dir. sportivi: Agostino Giramondo, Rhys Pollock, Dirk Van Hove                                |

### Classifiche UCI
Aggiornato al 31 dicembre 2017.
| Anno | Classifica | Pos. | Migliore cl. individuale |
| ---- | ---------- | ---- | ------------------------ |
| 2006 | Asia T.    | 7º   | Robert McLachlan (4º)    |
| 2006 | Oceania T. | 3°   | Phillip Thuaux (4º)      |
| 2007 | Asia T.    | 10º  | Darren Lapthorne (50º)   |
| 2007 | Oceania T. | 1º   | Robert McLachlan (1º)    |
| 2008 | Asia T.    | 21º  | Mitchell Docker (45º)    |
| 2008 | Oceania T. | 9º   | Stuart Shaw (40º)        |
| 2009 | Asia T.    | 17º  | Peter McDonald (53º)     |
| 2009 | Oceania T. | 1º   | Peter McDonald (1º)      |
| 2010 | Asia T.    | 19º  | Peter McDonald (65º)     |
| 2010 | Europe T.  | 104º | Angus Morton (816º)      |
| 2010 | Oceania T. | 6º   | Lachlan Norris (15º)     |
| 2011 | Asia T.    | 18º  | Mohammed Othman (46º)    |
| 2011 | Europe T.  | 90º  | Floris Goesinnen (319º)  |
| 2011 | Oceania T. | 5º   | Lachlan Norris (11º)     |
| 2012 | Asia T.    | 12º  | Rhys Pollock (11º)       |
| 2012 | Europe T.  | 91º  | Adam Phelan (237º)       |
| 2012 | Oceania T. | 3º   | Rhys Pollock (4º)        |
| 2013 | Asia T.    | 8º   | Bernard Sulzberger (13º) |
| 2013 | Europe T.  | 102º | Adam Phelan (292º)       |
| 2013 | Oceania T. | 3º   | Adam Phelan (6º)         |
| 2014 | America T. | 35º  | Lachlan Norris (330º)    |
| 2014 | Asia T.    | 8º   | Wouter Wippert (13º)     |
| 2014 | Europe T.  | 99º  | Darren Lapthorne (373º)  |
| 2014 | Oceania T. | 2º   | Bernard Sulzberger (4º)  |
| 2015 | America T. | 14º  | Lachlan Norris (32º)     |
| 2015 | Asia T.    | 12º  | Wouter Wippert (18º)     |
| 2015 | Europe T.  | 131º | Brenton Jones (1056º)    |
| 2015 | Oceania T. | 2º   | Jordan Kerby (4º)        |
| 2016 | America T. | 38º  | Peter Koning (32º)       |
| 2016 | Asia T.    | 9º   | Jason Lowndes (112º)     |
| 2016 | Europe T.  | 83º  | Brendan Canty (112º)     |
| 2016 | Oceania T. | 2º   | Brendan Canty (4º)       |
| 2017 | America T. | 50º  | Liam White (410º)        |
| 2017 | Asia T.    | 35º  | Jesse Featonby (117º)    |
| 2017 | Europe T.  | 123º | James Pane (1709º)       |
| 2017 | Oceania T. | 3º   | Jesse Featonby (18º)     |

## Palmarès
Aggiornato al 31 dicembre 2019.

### Campionati nazionali
- Campionati australiani: 2

In linea: 2007 (Darren Lapthorne); 2009 (Peter McDonald)
- Campionati malesi: 1

In linea: 2010 (Mohammed Othman)